# آنایس
آنایس مارتینز (انگلیسی: Anaís Martínez؛ زادهٔ ۲۲ ژوئن ۱۹۸۴) یک خواننده اهل دومینیکن است. او پس از برنده شدن در مسابقه خوانندگی پورتوریکویی نمایش اوجتیوو فاما در سال ۲۰۰۵ به شهرت رسید آنائیس در سانتو دومینگو، جمهوری دومینیکن به دنیا آمد. او در سنین پایین به ایالات متحده آمد و از هشت سالگی در برانکس، شهر نیویورک بزرگ شد.